# Horst Siewert (Psychologe)
Horst Helmut Siewert (* 1948 in Ludwigsburg) ist ein deutscher Diplompsychologe und Fach- und Sachbuchautor im Bereich Personalakquisition.
Siewert ist Sohn deutschstämmiger Eltern aus Bessarabien. Nach einer Ausbildung als Pädagoge in Ludwigsburg und Schwäbisch Gmünd und als Psychologe in Tübingen hat er weitere Studien als Wirtschaftswissenschaftler an der Fernuniversität Hagen abgeschlossen. Seine Promotion in Tübingen 1982 bei den Professoren Dirk Revenstorf und H. Mandl wurde als eine der besten seines Jahrganges bewertet.
Siewert verbrachte mehrere Jahre in Bolivien, Frankreich, Tschad und Jordanien, wo er in beruflichen und industriellen Projekten der Entwicklungshilfe tätig war.
Des Weiteren war er in den Jahren von 1984 bis 1997 Mitglied im Verband deutscher Schriftsteller (VS) und ist zum Freien Deutschen Autorenverband (FDA) übergetreten. Heute ist er als Berater und Sachbuchautor tätig und schreibt unter anderem erotische Literatur und Beziehungsdramen. Seit 2014 ist er Vorsitzender des FDA im Landesverband Baden-Württemberg. Siewert bemüht sich vor allem um die Schulung des Nachwuchses und der Jugend.
Schwerpunkt seiner Veröffentlichungen ist die didaktische Literatur, insbesondere mit der Veröffentlichung mehrerer Unterrichtseinheiten im Bereich Technik und Verkehrserziehung. Das Prinzip der von ihm entwickelten Stundeneinheiten für die technisch-naturwissenschaftliche Bildung mit Ablaufplanung sowie Arbeitsblättern zum selbständigen Arbeiten (EVA) und zu Problemlösungsschritten wurde von anderen Autoren ebenfalls verwendet.
Seit 2010 ist er Mitglied im FDA und veröffentlicht Bücher über Sexualität, Integration und Asien. Nach wie vor ist Siewert als Entwickler von Tests für die Bereiche Persönlichkeits-, Intelligenz-, Sexualitäts-, Beziehungs- und Begabungspsychologie tätig.

## Veröffentlichungen
- Technikunterricht Klasse 5. Lehrplaneinheit 3: Kunststoffe AOL Verlag / Uli Geiß Lehrmittelverlag Plankstadt 1977
- Technikunterricht Klasse 5. Lehrplaneinheit 2: Fahrrad. AOL Verlag / Uli Geiß Lehrmittelverlag Plankstadt 1978
- Technikunterricht Klasse 5. Lehrplaneinheit 5: Mechanisches Spielzeug AOL Verlag und Uli Geiß Verlag Plankstadt 1978
- Technikunterricht Klasse 6. Lehrplaneinheit 7.: Elektrische Anlage im Schwachstrombereich, AOL Verlag und Uli Geiß Verlag 1979 b. Heidelberg
- Experimente zum statischen Bauen in: Wulfers, W (hrsg.): Materialsammlung Polytechnik / Arbeitslehre, AOL Verlag / Geiß Verlag Plankstadt 1979
- Siewert u. Kargl.: Produktplanung Technik, AOL Verlag Lichtenau 1981
- Siewert u. Wittlinger: Verhalten am Zebrastreifen in Wittlinger (hrsg.) Verkehrserziehung für Fußgänger, AOL Verlag Lichtenau 1981
- Die Angst sitzt im Klassenzimmer in Beck u. Boehncke (hrsg.): Jahrbuch für Lehrer 4, RORORO TB Reinbek 1979
- Projekt alternative Luftfahrt. Beispiel: Zeppelin in AOL (hrsg.): Handbuch für den Schulalltag 1980
- Scheidungsprobleme. Möglichkeiten der Bewältigung, Dissertation, Tübingen 1983 (als Buch unter dem Titel Scheidung – Wege zur Bewältigung, Schriftenreihe U-&-S-Psychologie. Materialien für die psychosoziale Praxis, Urban & Schwarzenberg, München (u. a.) 1983, ISBN 3-541-10681-6)
- Prüfungen erfolgreich bestehen, Köln, Hayit Verlag 1983
- Computersprache BASIC – Grundkurs Klasse 8-10. AOL Verlag Lichtenau 1984
- Bewerben wie ein Profi, mvg Verlag München 1984
- Bewerben per Telefon, mvg Verlag München 1988
- Test – Intensivtraining, mvg Verlag München 1990
- Persönlichkeitstests, mvg verlag München 1991
- Arbeitszeugnisse, mvg Verlag München 1992
- So bewerben Sie sich in Europa, mvg Verlag 1993
- Die 100 wichtigsten Fragen im Vorstellungsgespräch, mvg Verlag München 1996
- Vorstellungsgespräche zielwirksam führen, expert Verlag Remmingen 1996
- Berufs – Eignungstests entschlüsselt, mvg Verlag München 1997
- Teste deine Intelligenz, Bechtermünz Augsburg 1997
- Die 100 besten Bewerbungsbriefe, Redline Wirtschaft Frankfurt 1998
- Handbuch Praktikum Deutschland, interconnections Freiburg 2000
- Fangfragen im Vorstellungsgespräch souverän beantworten, Redline Wirtschaft 2002
- Kreativitätstests souverän meistern, mvg Verlag 2002
- Spitzenkandidat im Assessment Center, mvg verlag 2002
- Die besten Bewerbungsbriefe, mvg 2004
- Intelligenztests souverän meistern, Redline Wirtschaft Frankfurt 2005
- Einstellungstests souverän meistern, mvg Verlag Frankfurt 2005
- Mit Stipendien studieren, interconnections Verlag 2005
- Die Asiatische Frau – Der Schlüssel zum Partnerglück. Ein Ratgeber aus dem Leben, gd digest Verlag Berlin 2007
- Persönlichkeitsanalyse in Pegastar Verlag und Softwarevertrieb, Neuchatel Schweiz 2012